# Горизонтальне перенесення генів

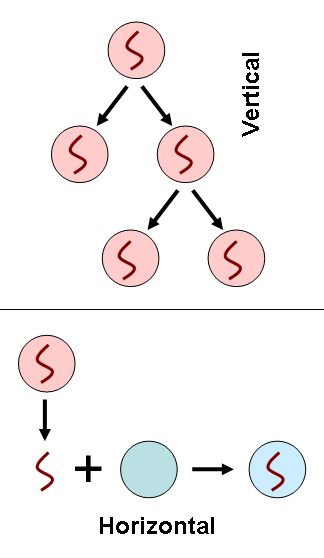
Відмінності горизонтального та вертикального переносу генів. При вертикальному переносі генів (верхня частина схеми) передача генетичної інформації відбувається від предків до нащадків (організми позначені червоним кольором). При горизонтальному переносі генів (нижня частина схеми) генетична інформація передається від одного організму (червоний) до іншого (синій), що не є нащадком першого.

Горизонта́льне перене́сення ге́нів — будь-який процес, під час якого організм або клітина передає генетичний матеріал іншому організму (клітині), який не обов'язково є його нащадком. На відміну від цього, під час вертикальної передачі організм отримує генетичний матеріал від свого предка, наприклад свого батька або виду, від якого цей організм еволюціонував. Штучна форма горизонтальної передачі генів називається генною інженерією.
Генетика завжди більше зосереджувалася на поширенішій вертикальній передачі, але наразі стає все більш прийнятим, що горизонтальна передача гену — значне, істотне явище. Горизонтальне перенесення генів відоміше серед бактерій, хоча і там значення, що надається йому у біології, зростає і воно підкреслюється, як важливий чинник «прихованих ризиків генної інженерії». Протягом минулих 10 років учені почали усвідомлювати значення горизонтального перенесення генів і серед вищих рослин та тварин. При зародженні життя на Землі він міг бути домінуючим процесом передачі генів.

## Історія
Горизонтальне перенесення генів вперше було описане в Японії в 1959 році публікацією, яка продемонструвала передачу резистентності до антибіотиків між різними видами бактерій. В середині 1980-х років Майкл Сівянен передбачив, що горизонтальне перенесення генів існувало, мало біологічне значення і було залучене у формування еволюційної історії з початку життя на Землі.
У 1999 році Раві Джайн, Марія Рівера і Джеймс Лейк писали: «Все частіше дослідження генів і геномів, вказують, що значна горизонтальна передача генів сталася між прокаріотами» (див.також Lake і Rivera,2007).Цей процес вочевидь, вплинув і на одноклітинних еукаріотів. Як пишуть Ерік Баптест та ін.(2005), «додаткові дані свідчать про те, що перенесення генів може бути також важливим еволюційним механізмом в еволюції найпростіших.»
Існує низка доказів, що були зачеплені навіть вищі рослини і тварини, і це викликає занепокоєння з безпеки.Так, в 2010 році групою вчених під керівництвом Седріка Фешотта (Cédric Feschotte) в результаті аналізу геномів ссавців (опосумів, мавп, саймирів), покусаних південноамериканським жуком Rhodnius prolixus, було виявлене горизонтальне перенесення фрагменту ДНК — транспозона. Ідентичність цього фрагмента ДНК у ссавців і комах досягає 98 %.
Однак Аарон Річардсон і Джеффрі Палмер (2007) стверджують: «Горизонтальне перенесення генів відігравало головну роль в бактеріальному розвитку і є досить поширеним у деяких одноклітинних еукаріот. Тим не менш, поширеність і значення горизонтального перенесення в еволюції багатоклітинних еукаріотів залишаються неясними.»
У зв'язку з накопиченням даних, які показують важливість цих явищ для розвитку (див. нижче), молекулярні біологи, такі як Петер Гогарт описали горизонтальну генну передачу як «Нова Парадигма для Біології».
Слід також зазначити, що цей процес може бути прихованою небезпекою генної інженерії, оскільки це може дозволити небезпечній трансгенній ДНК поширюватися від виду до виду.

## Бактерії та археї
Серед бактерій горизонтальне перенесення генів досить звичайне, навіть між дуже віддалено пов'язанними видами. Цей процес є істотною причиною швидкого розповсюдження резистентності (стійкості) до антибіотиків, коли одна бактеріальна клітина, котра набула такої стійкості, може швидко перемістити гени стійкості до багатьох інших бактерій чи навіть видів. Здається, бактерії травного тракту обмінюються генетичним матеріалом одна з одною у межах частини кишечника, у якій вони проживають. Існують три загальні механізми горизонтальної передачі генів:
- Трансформація, генетична зміна клітини за рахунок прийняття і експресії чужорідного генетичного матеріалу (ДНК або РНК). Цей процес відносно звичайний у бактерій, але менш поширений у еукаріотів. Трансформація часто використовується для вставлення нових генів у бактерії для експериментів або для індустріальних та медичних застосувань. Див. також: молекулярна біологія і біотехнологія.
- Трансдукція — процес, за якого бактеріальна ДНК передається від однієї бактерії до іншої вірусом (бактеріофагом, звичайно йменованим просто фагом).
- Бактеріальна кон'югація — процес, за якого бактеріальні клітини обмінюються генетичним метеріалом через прямий контакт між собою.

## Еукаріоти
Аналіз послідовностей ДНК свідчить, що горизонтальне перенесення генів також відбувалося у межах еукаріотів від геномів їх хлоропластів і мітохондрій до ядерного генома. Згідно з ендоплазматичною теорією, хлоропласти і мітохондрії походять від бактеріальних ендосимбіотів клітин еукаріотів. Горизонтальна передача генів від бактерій до грибів, особливо дріжджів Saccharomyces cerevisiae добре задокумантована. Також існує недавнє свідчення, що бобовий жук адзукі так чи інакше придбав генетичний матеріал від свого ендосимбіоту-коменсалу Wolbachia, проте ці дані все ще викликають сумнів, і свідоцтво не остаточне. Порівняння послідовностей ДНК також пропонує недавню горизонтальну передачу деяких генів між різними видами різних за походженням груп організмів. Тому філогенетичну історію видів часто неможливо представити у вигляді філогенетичного дерева, засновуючись лише на аналізі кількох окремих генів.
Серед тварин найбільший відсоток генів, запозичених в результаті горизонтального перенесення, має тихоход Hypsibius dujardini. Встановлено, що 17 % свого геному (6500 генів) ці організми в ході еволюції отримали від бактерій, грибів, рослин і архей.

## Еволюційна теорія
Горизонтальне перенесення генів — потенціальна прихована змінна у виведенні філогенетичних дерев у філогенетиці, базуючись на послідовності одного гена. Наприклад, якщо уявити дві віддалені бактерії, які обмінялися одним геном, філогенетичне дерево засноване на цьому гені покаже, що ці організми близькі, тому що мають такий самий ген, хоча більшість решти генів істотно відрізняються. Тому, для встановлення філогенезу ідеально використовувати іншу інформацію, щоб зробити висновок щодо філогенезу, наприклад, присутність або відсутність генів, або, звичайніше, включати якомога більше генів до філогенетичного аналізу.
Наприклад, найзагальніший ген, який використовується для будівництва взаємин філогенезу у прокаріотів — ген 16S рРНК, тому що його послідовність чітко зберігається серед філогенетично пов'язаних видів, але зміни достатні, щоб відмінності могли бути зважені. Проте, останніми роками виникло переконання, що гени 16S рРНК в принципі можуть бути горизонтально перенесені. Хоча це зустрічається і не часто, переконливість дерев, заснованих на 16S рРНК, не остаточна.